# Chorthippus lacustris
Espèce
Statut de conservation UICN

ENB1ab(i,ii,iii,iv,v)+2ab(i,ii,iii,iv,v : En danger
Chorthippus lacustris est une espèce de criquets de la famille des Acrididae, que l'on trouve principalement dans des zones humides et marécageuses de Grèce.

## Description
Chorthippus lacustris est une espèce de criquets de taille moyenne, avec un corps élancé et des ailes bien développées. Elle présente une coloration qui varie du vert clair au brun. Les mâles sont légèrement plus petits que les femelles.

### Alimentation
Chorthippus lacustris est herbivore, se nourrissant principalement de plantes aquatiques et de végétation des bords de l'eau, notamment des herbes et des petites plantes basses.

### Reproduction
Les mâles produisent une stridulation, ils accompagnent parfois cette stridulation d'une « danse » composée de mouvements rythmés des pattes et du corps, destinée à séduire la femelle.
La reproduction se déroule généralement pendant la période estivale, lorsque les conditions sont optimales.

## Répartition et habitat
Chorthippus lacustris est endémique de la Grèce. Cette espèce est strictement localisée dans deux zones humides du Nord-Ouest du pays : le lac Pamvotida et le lac Paramythia. Ces habitats sont caractérisés par des zones de végétation palustre, souvent dominées par des hélophytes comme les roseaux, qui offrent un environnement favorable à l'espèce pour sa reproduction et son alimentation.

## Statut de conservation
Entre les années 1950 et 2015, la population de Chorthippus lacustris aurait diminué d’environ 85 %. Cette forte régression est principalement due à la perte d’habitat causée par des travaux de drainage et l’assèchement des zones humides. De nos jours, la pression s’intensifie, car les prairies humides restantes sont progressivement converties en terres agricoles, entraînant la disparition continue des habitats favorables à l'espèce. À l'heure actuelle, l'espèce est considérée en danger d'extinction.

## Systématique
Le nom valide complet (avec auteur) de ce taxon est Chorthippus lacustris La Greca (d) & Messina (d), 1975.
Pour certaines sources, telles que The Taxonomicon, l'auteur de cette espèce est uniquement La Greca et ce en 1976.

### Étymologie
Son épithète spécifique, lacustris, dérive du latin lacus, « lac », et fait référence à son habitat dans les zones proches de l'eau (lacustre).

### Publication originale
- (it) Marcello La Greca et Angelo Messina, « Il genere Chorthippus s. str (Orthoptera, Acrididae) in Grecia, con descrizione di una nuova specie », Animalia, Catane (Italie), vol. 2,‎ 1975, p. 67–77 (ISSN 0391-7746).